# Diocesi di Telšiai
La diocesi di Telšiai (in latino: Dioecesis Telsensis) è una sede della Chiesa cattolica in Lituania suffraganea dell'arcidiocesi di Kaunas. Nel 2022 contava 345.383 battezzati su 466.895 abitanti. È retta dal vescovo Algirdas Jurevičius.

## Territorio
La diocesi comprende le contee di Telšiai e di Klaipėda e parte delle contee di Šiauliai e di Tauragė.
Sede vescovile è la città di Telšiai, dove si trova la cattedrale di Sant'Antonio di Padova. Nel territorio diocesano si trovano due ex cattedrali: la chiesa dei Santi Pietro e Paolo a Varniai, prima cattedrale della diocesi di Samogizia (oggi arcidiocesi di Kaunas); e la chiesa della Beata Vergine Maria Regina della Pace a Klaipėda, sede della prelatura territoriale di Klaipėda.
Il territorio è suddiviso in 10 decanati e in 153 parrocchie.

## Storia
La diocesi è stata eretta il 4 aprile 1926 con la bolla Lituanorum gente di papa Pio XI, ricavandone il territorio dalla diocesi di Samogizia, che contestualmente era elevata ad arcidiocesi di Kaunas.
Dopo l'occupazione sovietica del 1941 la Chiesa lituana fu sottoposta ad ampie devastazioni. Vincentas Borisevičius, vescovo di Telšiai, venne fucilato tra il novembre 1946 e il gennaio 1947, dopo un anno di carcere. Il suo ausiliare, Pranciškus Ramanauskas, vescovo titolare di Carpasia, arrestato nel dicembre 1946, fu lasciato tornare in patria soltanto dopo dieci anni di lavori forzati in Siberia, e morì nel 1959.
Il 24 dicembre 1991 la prelatura territoriale di Klaipėda, che era sempre stata amministrata dai vescovi di Telšiai, ad eccezione del periodo bellico (1939-1947), è stata soppressa e il suo territorio aggregato a quello della diocesi di Telšiai.
Il 28 maggio 1997 ha ceduto una porzione del suo territorio a vantaggio dell'erezione della diocesi di Šiauliai.

## Cronotassi dei vescovi
Si omettono i periodi di sede vacante non superiori ai 2 anni o non storicamente accertati.
- Justinas Staugaitis † (5 aprile 1926 - 8 luglio 1943 deceduto)
  - Vincentas Borisevičius † (1943 - 21 gennaio 1944 nominato vescovo) (amministratore apostolico)
- Vincentas Borisevičius † (21 gennaio 1944 - 18 novembre 1946 o 3 gennaio 1947[2] deceduto)
  - Sede vacante (1947-1964)
  - Petras Maželis † (10 novembre 1959 - 14 febbraio 1964 nominato vescovo) (amministratore apostolico)
- Petras Maželis † (14 febbraio 1964 - 21 maggio 1966 deceduto)
  - Sede vacante (1966-1989)
  - Juozapas Pletkus † (8 novembre 1967 - 29 settembre 1975 deceduto) (amministratore apostolico)
  - Antanas Vaičius † (5 luglio 1982 - 10 marzo 1989 nominato vescovo) (amministratore apostolico)
- Antanas Vaičius † (10 marzo 1989 - 26 maggio 2001 ritirato)
- Jonas Boruta, S.I. † (5 gennaio 2002 - 18 settembre 2017 dimesso)
- Kęstutis Kėvalas (18 settembre 2017 succeduto - 19 febbraio 2020 nominato arcivescovo di Kaunas)
- Algirdas Jurevičius, dal 1º giugno 2020

## Statistiche
La diocesi nel 2022 su una popolazione di 466.895 persone contava 345.383 battezzati, corrispondenti al 74,0% del totale.
| anno | popolazione | popolazione | popolazione | presbiteri | presbiteri | presbiteri | presbiteri                | diaconi | religiosi | religiosi | parrocchie |
| anno | battezzati  | totale      | %           | numero     | secolari   | regolari   | battezzati per presbitero | diaconi | uomini    | donne     | parrocchie |
| ---- | ----------- | ----------- | ----------- | ---------- | ---------- | ---------- | ------------------------- | ------- | --------- | --------- | ---------- |
| 1950 | 385.872     | 401.306     | 96,2        |            |            |            |                           |         |           |           | 135        |
| 1970 | ?           | ?           | ?           | 150        | 150        |            | ?                         |         |           |           | 131        |
| 1980 | 400.000     | ?           | ?           | 130        | 130        |            | 3.076                     |         |           |           | 131        |
| 1990 | 400.000     | ?           | ?           | 112        | 112        |            | 3.571                     |         |           |           | 134        |
| 1999 | 600.000     | 731.044     | 82,1        | 144        | 127        | 17         | 4.166                     |         | 29        | 65        | 142        |
| 2000 | 600.000     | 730.000     | 82,2        | 142        | 125        | 17         | 4.225                     |         | 40        | 60        | 142        |
| 2001 | 600.000     | 730.000     | 82,2        | 135        | 124        | 11         | 4.444                     |         | 17        | 31        | 142        |
| 2002 | 600.000     | 730.000     | 82,2        | 139        | 126        | 13         | 4.316                     |         | 17        | 30        | 142        |
| 2003 | 533.689     | 684.466     | 78,0        | 137        | 128        | 9          | 3.895                     |         | 14        | 50        | 143        |
| 2004 | 541.765     | 696.806     | 77,7        | 134        | 128        | 6          | 4.043                     |         | 17        | 63        | 143        |
| 2010 | 581.000     | 725.900     | 80,0        | 157        | 144        | 13         | 3.700                     |         | 13        | 39        | 148        |
| 2014 | 564.000     | 705.000     | 80,0        | 164        | 148        | 16         | 3.439                     |         | 18        | 32        | 79         |
| 2017 | 555.000     | 693.000     | 80,1        | 155        | 140        | 15         | 3.580                     |         | 17        | 31        | 158        |
| 2020 | 331.586     | 460.116     | 72,1        | 149        | 134        | 15         | 2.225                     |         | 17        | 30        | 153        |
| 2022 | 345.383     | 466.895     | 74,0        | 146        | 132        | 14         | 2.365                     |         | 16        | 21        | 153        |